# Bovicola ovis
Bovicola ovis (Syn. Damalinia ovis) ist ein beim Hausschaf parasitierender Haarling aus der Unterordnung der Kletterfußmallophagen. Der Parasit ernährt sich von Hauttalg, Hautschuppen und Wundflüssigkeit aus Scheuerwunden. Im Gegensatz zu anderen Haarlingen ist Bovicola ovis nicht streng wirtsspezifisch, sondern befällt auch Hausziegen.

## Merkmale
Bovicola ovis ist rostbraun gefärbt. Weibchen sind 1,6 mm, Männchen 1,4 mm lang. Der Kopf ist nahezu rund, relativ groß und etwa so breit wie der Körper. Die beißenden Mundwerkzeuge liegen auf der Unterseite. Die Fühler sind dreigliedrig. Jeder Tarsus hat eine einzelne Kralle. Die Seitenränder sind eingekerbt und jedes Abdominalsegment ist durch rechteckige Streifen gekennzeichnet.

## Entwicklungszyklus
Weibchen leben etwa einen Monat und legen ein bis drei weißliche, bedeckelte Eier (Nissen) pro Tag. Sie werden nahe der Hautoberfläche an ein Haar geklebt. Obwohl der Parasit Rücken, Hals und Schulter bevorzugt, kann bei starkem Befall der gesamte Körper befallen sein. Aus dem Ei schlüpft die erste Nymphe, die ähnlich wie die Adulten aussieht, aber kleiner ist. Im Abstand von jeweils fünf bis neun Tagen häutet sich die Nymphe zweimal, danach zum Adulten. Der gesamte Entwicklungszyklus dauert zwei bis drei Wochen.
Bovicola ovis kann sich rasant vermehren, es wird vermutet, dass die Art in der Lage ist, sich über Parthenogenese zu vermehren und einen großen Anteil Weibchen an der Population zu bilden. In 20 Wochen kann sich die Population unter günstigen Bedingungen von 5.000 auf 500.000 Tiere vergrößern.